# (2547) Hubei
(2547) Hubei es un asteroide perteneciente al cinturón de asteroides, descubierto el 9 de octubre de 1964 por el equipo del Observatorio de la Montaña Púrpura desde el Observatorio de la Montaña Púrpura, Nankín (China).

## Designación y nombre
Designado provisionalmente como 1964 TC2. Fue nombrado Hubei en homenaje a Hubei provincia de la República Popular China.